# Incestní pornografie
Incestní pornografie je specifický pornografický žánr, který zachycuje pohlavní styk mezi příbuznými osobami (tj. incest), či osobami se za příbuzné vydávajícími. Tento druh pornografie je v některých zemích nelegální (např. v Austrálii). Jedním z příkladů snímků tohoto žánru je filmová série Taboo. Vzhledem k značnému množství incestní pornografie na internetu například Dowdová, Singerová a Wilson namítají, že tato skutečnost může vést k legitimizaci či podporování skutečného incestu.